# 秋田市文化会館
秋田市文化会館（あきたしぶんかかいかん）は、秋田県秋田市山王にあった多目的ホール。
2022年9月末に閉館し、秋田県民会館と統合する形で、県民会館跡地に新文化施設「あきた芸術劇場ミルハス」が2022年6月に開館、同年9月にグランドオープンした。

## 概要
1961年（昭和36年）に開館した秋田県民会館に続き、市立の多目的ホールとして1980年（昭和55年）4月30日竣工、同年6月22日に開館。地下1階、地上5階、塔屋2階建。総事業費は35億6400万円。館内には喫茶店（茶食亭「想麻」）が入居し、日替わりランチメニューなど軽食を提供していた。

### 新文化施設の整備
施設の老朽化が進んでおり、大規模な耐震補強工事を必要とするなどの課題を抱えてていることから、秋田県民会館と統合して、新たに秋田県と秋田市が合同で総合文化施設を建設することになった。新総合文化施設は秋田県民会館の跡地に建設されることとなり、県民会館は2018年5月31日をもって閉館、翌月から解体作業が開始された。県民会館の閉館後、県民会館に次ぐ規模の当館大ホールは利用の予約が殺到し、前年度は83%だった稼働率が、同年7月から12月にかけての期間は100%に跳ね上がった。
新文化施設の「あきた芸術劇場ミルハス」は、2022年（令和4年）6月1日に開館、同年9月23日にグランドオープンした。これに伴い、文化会館は同年9月末に閉館した。

### 閉館後の建物
閉館後の建物は秋田市で検討の上、民間からも活用策を募り、活用策がなければ解体されることになった。
秋田市は2022年1月21日から4月末まで、利活用を希望する企業などを募集したが、申し出も問い合わせもなかった。そのため、2022年9月の閉館後、2023年3月に建物を閉鎖して春以降解体されることになった。
秋田市立美術工芸専門学校（現秋田公立美術大学）が1984年に寄贈し、秋田市文化会館入口に飾られていた壁面装飾「光風」については、2024年度に改築予定の秋田市立日新小学校に移設されることが決定した。
建物の解体工事は2024年（令和6年）9月に始まり、2025年（令和7年）5月29日に完了する予定だったが、解体中に石綿（アスベスト）が当初の想定より多く見つかったため、その対策により工期が同年12月16日にずれ込む見込みとなった。また、これにより、追加のアスベスト対策費用として2億2,826万円が必要となり、総事業費は約9億2,400万円から約11億5,200万円に増額した。

## 施設概要
- 大ホール：1,188席（1階席884人、2階席304人）
- 小ホール：400席
- 第1,2展示ホール
- 大会議室（250人収容）
- 第1,2,3,4,5,6,7会議室（18人,22人,22人,45人,60人,96人,90人収容）
- 和室会議室（20人収容）
- 第1,2練習室（50人,70人収容）
- 和室練習室（65人収容）
- リハーサル室（80人収容）
- 託児室（30人収容）
- 茶室

## アクセス
自動車
E7 秋田自動車道 秋田中央ICから約15分。
駐車場：212台（文化会館横駐車場：45台、大駐車場：167台）
鉄道
東日本旅客鉄道（JR東日本）秋田駅西口から約2.7km。タクシーで約10分。